# Norsk-Polarinstitutt-Gletscher
Der Norsk-Polarinstitutt-Gletscher (französisch Glacier Norsk Polarinstitutt) ist ein Gletscher im ostantarktischen Königin-Maud-Land. Er fließt in den Belgica Mountains in südwestlicher Richtung zwischen Mount Perov und Mount Limburg Stirum.
Teilnehmer der Belgischen Antarktis-Expedition 1957/58 unter Gaston de Gerlache de Gomery (1919–2006) entdeckten ihn. Namensgeber ist das Norsk Polarinstitutt, das damals seinen Sitz im norwegischen Oslo hatte, seit 1998 in Tromsø.